# Cormoran varié
Phalacrocorax varius
Espèce
Statut de conservation UICN

 LC  : Préoccupation mineure
Le Cormoran varié (Phalacrocorax varius) est une espèce d'oiseaux de mer d'Australasie. Son nom en maori est Karuhiruhi.

## Sous-espèces
D'après la classification de référence (version 14.1, 2024) de l'Union internationale des ornithologues, le Cormoran varié possède 2 sous-espèces (ordre philogénique) :
- Phalacrocorax varius hypoleucos (Brandt, JF, 1837 ;
- Phalacrocorax varius varius (Gmelin, JF, 1789.